# کنجی تاکاهاشی
کنجی تاکاهاشی (ژاپنی: 高橋 健二؛ زادهٔ ۵ ژوئن ۱۹۷۰) یک بازیکن فوتبال اهل ژاپن است.
از باشگاه‌هایی که در آن بازی کرده‌است می‌توان به باشگاه فوتبال مونتدیو یاماگاتا اشاره کرد.